# ديبروبيونات البكلوميتازون
ديبروبيونات البكلوميتازون (أو البكلوميثازون) هو ستيرويد قشراني سكري فعول، وهو دواء أولي للشكل الحر بكلوميتازون.
وهو أحد الأدوية المدرجة في قائمة منظمة الصحة العالمية للأدوية الأساسية.

## الأشكال الدوائية
يتوفر في شكل منشقة وبأسماء تجارية كثيرة. يستخدم في الوقاية من الربو.
كما يتوفر في شكل بخاخ أنفي وضبوب أنفي، ويستخدم في علاج التهاب الأنف وحساسية الأنف والتهاب الجيوب، وفي بعض الأحياء يستخدم في علاج قرحة الفم الحادة.
يتوفر أيضا في شكل كريم أو مرهم ليستخدم في علاج بعض أمراض الجلد الالتهابية التي لا تستجيب للستيرويدات الأخرى الأقل فعولا، ليكن يجب تجنبه في حالة الصداف بسبب خطر الارتداد بعد تركه.
كما يتوفر في المملكة المتحدة على شكل أقراص لعلاج التهاب القولون التقرحي.